# Penseur fou
Le Penseur fou (« Mad Thinker » en VO) est un super-vilain évoluant dans l'univers Marvel de la maison d'édition Marvel Comics. Créé par le scénariste Stan Lee et le dessinateur Jack Kirby, le personnage de fiction apparaît pour la première fois dans le comic book Fantastic Four #15 en juin 1963.

## Biographie du personnage

### Origines
Le génie criminel connu sous le nom du Penseur fou travailla autrefois pour le secteur privé avant de s'ennuyer et de faire carrière dans le crime. Il dit avoir un neveu nommé David qui aurait été trop près d'une de ses inventions qui l'aurait fait muter, incinérant tout ce qui était en contact avec sa peau, dont sa mère (et donc sœur du criminel).
Le Penseur se révéla au grand jour lors d'un complot visant à l'établir comme roi de New York, à la tête de mafieux. Après avoir éloigné les Quatre Fantastiques de la ville, il s'infiltra dans le Baxter Building où il étudia les inventions de Red Richards. Il en profita pour créer son Androïde, qui réussit presque à vaincre le quatuor de héros. Finalement, le criminel fut arrêté.
N'ayant aucune identité connue, la presse le surnomma le « Penseur fou ». Il réussit tout de suite à s'échapper et s'allia avec Le Maître des maléfices, pour faire s'affronter les Quatre Fantastiques et les X-Men. Il s'associa ensuite par la comtesse de La Spiroza pour découvrir l'identité secrète d'Iron Man. Il utilisa son androïde pour combattre le Vengeur doré mais il fut de nouveau vaincu et emprisonné.

### Parcours
Rapidement, le Penseur fou s'échappa de nouveau et partit à la recherche du corps d'un autre androïde, la première Torche humaine (Human Torch, Jim Hammond). Il le restaura et construisit un autre robot, Quasimodo. Le Penseur comptait utiliser la Torche pour vaincre les Quatre Fantastiques, mais son plan échoua et Quasimodo détruisit Human Torch. Plus tard, il voulut récupérer le corps mais tomba sur le robot Ultron qui cherchait un fils. Ne voulant pas affronter le robot maléfique, il lui laissa la Torche qui devait par la suite devenir la Vision. 
Retournant à son observation de Tony Stark, il engagea trois hommes, le « Triumvirat de la terreur ». Le trio captura les Vengeurs, permettant au génie d'entrer dans leur manoir et de tester leur technologie. C'est l'arrivée imprévue du demi-dieu Hercule qui provoqua la défaite des criminels.
Revenant à son plus grand défi, les inventions de Red Richards, le Penseur fou captura le docteur José Santini, à la base engagé pour guérir la Chose. Il prit sa place et fit échouer l'expérience, ce qui rendit la Chose folle de rage et l'aida à voler de nombreuses inventions.
Plus tard, Tête-d'œuf et le Maître des maléfices engagèrent le génie fou pour s'emparer du monde. Il utilisa un nouveau modèle de robot à Cap Canaveral, mais celui-ci fut détruit par la Veuve noire. Il utilisa aussi Toro, l'ancien partenaire mutant de la Torche originelle. Quand ce dernier retrouva le contrôle, il chercha à se venger en attaquant le bateau du Penseur, mais fut tué dans une explosion.
Son plan suivant consista à s'infiltrer au Baxter Building (le QG des Fantastiques), où il étudia les Fantastiques dans une salle secrète. Il fut finalement découvert par Red Richards.
Il s'allia de nouveau avec le Maître des Maléfices, le duo créant des androïdes des ennemis des héros. Le Hulk robotique détruisit son centre de commande, et le Penseur fut arrêté grâce à l'aide de Spider-Man.
C'est le Lama noir qui le libéra. Il piégea alors MODOK pour combattre Iron Man. Finalement, son plan échoua et il profita d'un combat entre le Vengeur doré et Firebrand pour s'échapper discrètement.
Retournant à ses expériences, le Penseur fou créa le Métalloïde, dans un plan pour devenir maître de la Zone négative. 
Il s'installa ensuite dans une petite ville, Ponder, où il fabriqua des répliques des grands scientifiques et écrivains de ce siècle. C'est sa cible, Captain America, qui fit échouer son projet.
Par la suite, il s'associa avec d'autres super-vilains pour vaincre les Quatre Fantastiques : le Sorcier et Loki (lors de l'histoire des Actes de Vengeance).

## Activités non criminelles
Le Penseur fou a, à plusieurs reprises, fourni des conseils avisés aux New Warriors, visiblement dans le but de les aider à prendre plus confiance en eux. On ne sait pas pourquoi le Penseur fou tenta d'aider ainsi cette équipe de super-héros, ni pour quelle raison les New Warriors acceptèrent volontiers les conseils d'un criminel reconnu.

## Pouvoirs et capacités
Le Penseur fou ne possède aucun super-pouvoir. C'est néanmoins un véritable génie intellectuel, spécialisé en robotique, informatique et en forme de vie synthétiques. Il peut calculer avec précision de nombreux paramètres, pour prévoir les actions et leurs incidences. Il a également des notions assez solides en psychologie humaine.
- Le Penseur fou dispose de vastes ressources et de plusieurs modèles différents d'androïdes.
- Il s'est implanté un transmetteur dans son propre cortex, pour contrôler partout sur Terre ses créations, en projetant sa conscience.
- On l'a déjà vu utiliser du matériel hi-tech pour hypnotiser ses adversaires, résister aux attaques psioniques, ou se protéger au combat.